# قبة الأمير سودون
قبة الأمير سودون تقع بالقرافة القبلية بالقاهرة وشيدت سنة (910هـ - 1504)، في داخلها كتابة نصها: «بسملة ... أمر بإنشاء هذا المكان المبارك من فضل الله تعالى الأمير السيفي سودون أمير مجلس بالديار المصرية الملكي الأشرفي». الأمير سودون كان أحد أمراء السلطان قانصوه الغوري والذي عينه أتابكاً سنة 917هـ وناب عن السلطان أكثر من مرة واستشهد مع سيده في معركة مرج دابق (1516) ضد العثمانيين.